# Antonio Garrigues Walker
Antonio Garrigues Walker (Madrid, 1934) és un advocat i polític espanyol, fill d'Antonio Garrigues Díaz-Cañabate. Llicenciat en la Universitat Complutense de Madrid (UCM), es dedica inicialment al món financer, a la mort del seu germà Joaquín entra en l'esfera política.
El 1982 fundà el Partit Demòcrata Liberal (PDL), del qual fou elegit president i que el 1984 s'integrà al Partit Reformista Democràtic en una operació política impulsada per Miquel Roca i Junyent per tal de crear un partit de centre espanyol, però fou clarament derrotada en les eleccions generals espanyoles de 1986. Dirigeix el prestigiós bufet Garrigues Advocats i pertany a la Comissió Trilateral. També és president d'honor de l'Associació Espanyola amb l'Alt Comissionat de Nacions Unides per als Refugiats, de la Fundació José Ortega y Gasset, de la Fundación Consejo de España-EUA i de la Fundación Consejo de España-Japón.
El 2006 Generalitat de Catalunya li atorgà el XIII premi Blanquerna pels seus esforços en la consolidació de vincles d'entesa entre Catalunya i Espanya. El 2007, la Universitat Europea de Madrid li concedí el Doctorat Honoris Causa.

## Distincions
- Gran creu de l'Orde de Sant Ramon de Penyafort (09/12/2005).[3]
- Gran creu de l'Orde del Mèrit Civil (25/05/2007).[4]
- Cavaller gran creu de l'Orde d'Isabel la Catòlica (16/12/2011).[5]